# Enicospilus rufoniger
Enicospilus rufoniger är en stekelart som först beskrevs av Hooker 1912.  Enicospilus rufoniger ingår i släktet Enicospilus och familjen brokparasitsteklar. Inga underarter finns listade i Catalogue of Life.